# Gewone ossentong
De gewone ossentong (Anchusa officinalis) is een vaste plant uit de ruwbladigenfamilie (Boraginaceae). De soort staat op de Nederlandse Rode lijst van planten als vrij zeldzaam en stabiel of toegenomen. Op de Vlaamse rode lijst van planten wordt ze genoemd als "criteria niet van toepassing".  Het aantal chromosomen is 2n = 16.
De plant wordt meestal tot 80 cm hoog met naar boven kort vertakte stengels. De groene, behaarde bladeren zijn langwerpig tot lancetvormig en meestal 1–2 cm breed. De klokvormige, blauwe tot paarse bloemen zijn ongeveer 7 mm groot en staan in een schicht. De bloemen kunnen een enkele maal wit zijn. Ze bevatten veel voeding voor bijen.
De vrucht is een 3 mm lange en 2 mm brede, vierdelige splitvrucht.
Het oorspronkelijke verspreidingsgebied ligt in Oost-Azië, maar de soort is door de mens in Midden-Europa geïntroduceerd.  De soort komt voor in grote delen van Midden- en Noord-Europa, in de Alpen komt ze voor tot hoogten van 2300 m. De plant is ook in Noord-Amerika terechtgekomen.

## Ecologie en verspreiding
Gewone ossentong prefereert zonnig, vrij open, droog, stikstofrijk, matig voedselarm tot voedselrijk, meestal basenrijk, kalkarm tot kalkrijk, vaak omgewerkt zandig en stenig substraat. Ze groeit bij zeedorpen, in waterwingebieden, langs duinwegen en infiltratiekanalen, in verlaten duinakkertjes, op industrie- en spoorwegterreinen. Verder in zomen van rivierduinbossen en struwelen, op zandige dijken en in bermen, in akkers en in wijngaarden. De Lage Landen valt geheel in het Europese deel van het verspreidingsgebied van deze oorspronkelijk Pontische soort. Wellicht heeft deze soort onze contreien niet als stroomdalplant bereikt maar via een Atlantische uitloper. De soort is vrij zeldzaam in de duinen, zeldzaam op de Waddeneilanden en het oostelijke rivierengebied, elders zeer zeldzaam. In de tijd van de korenmolens was het een gekende soort op en bij molenbelten.
De soort wordt door insecten bestoven en het zaad wordt door mieren versleept. De soort is nectarbron voor onder meer de harkwesp (Bembix rostrata). 
Gewone ossentong is een waardplant voor de larven van de haartjeskokermot (Coleophora pennella) en voor de motvlinders grote zwartwitmot (Ethmia bipunctella), gevlamde grasmot (Cynaeda dentalis) en harlekijnbladroller (Lobesia reliquana). Ook voedt de distelvlinder (Vanessa cardui) zich er wel mee.
Jonge bladeren zijn eetbaar. Medisch werd de plant vroeger aangewend tegen miltzucht en als hartversterker gebruikt.

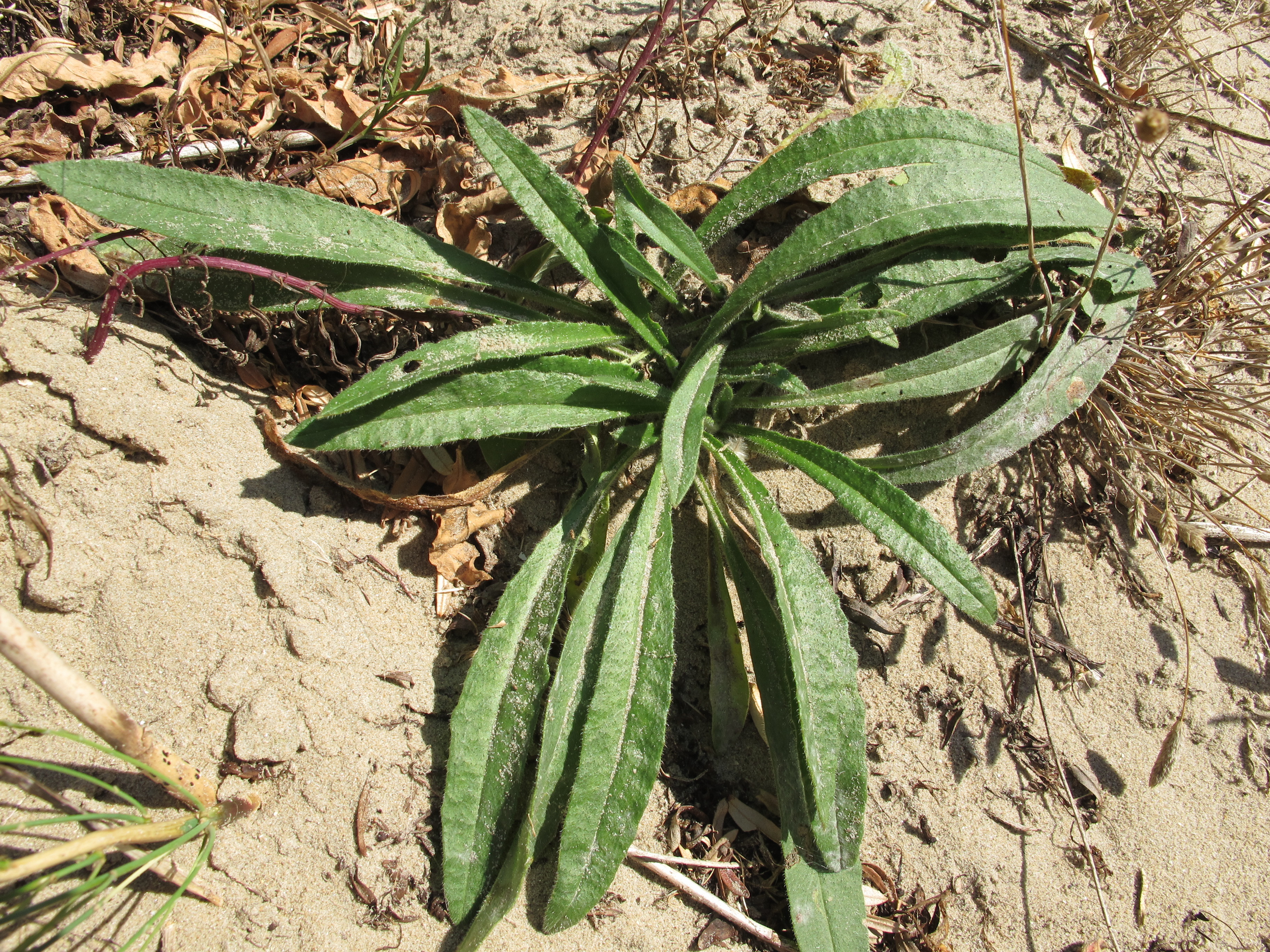
Rozetbladen
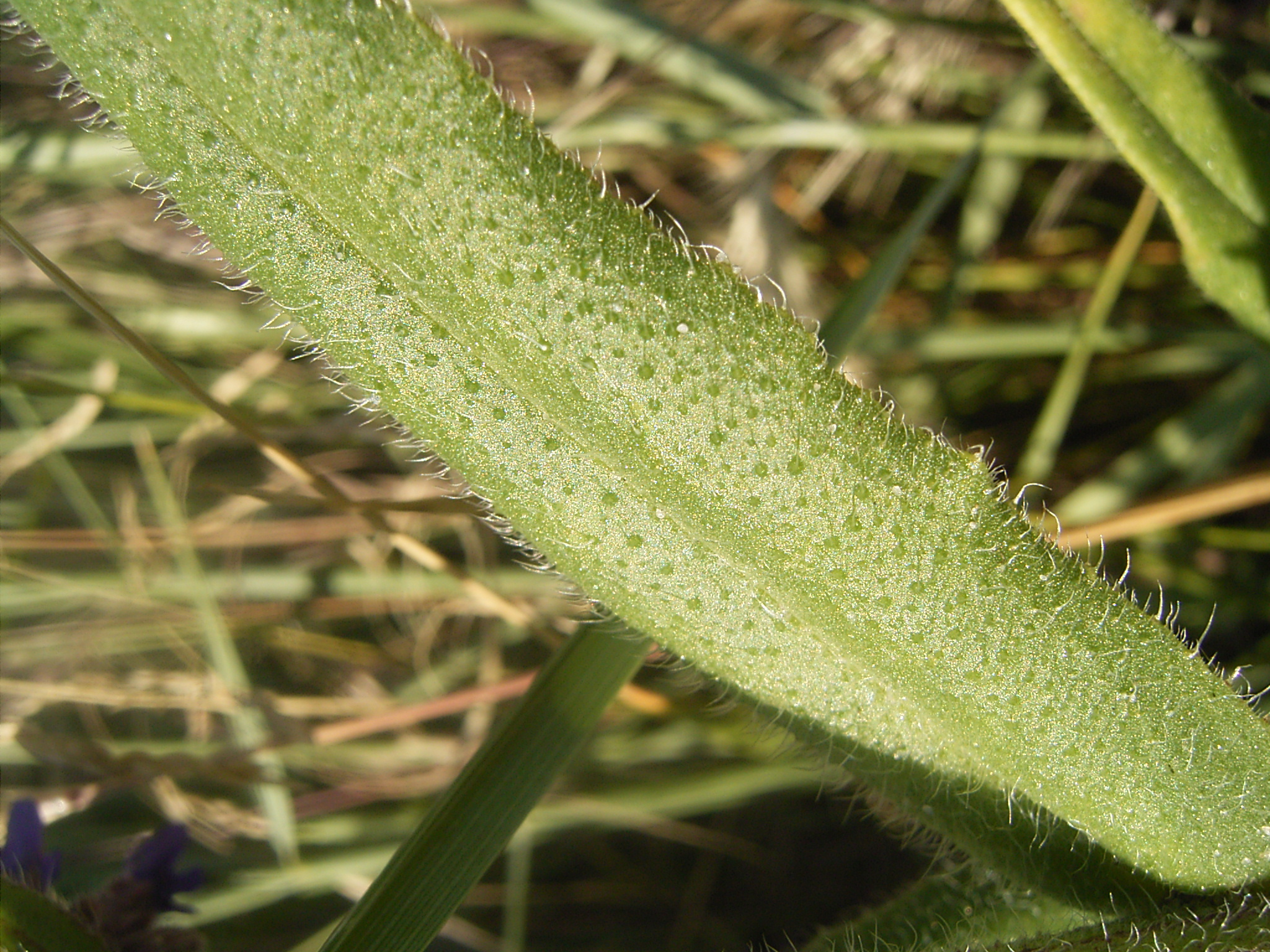
De bladen zijn in het midden het breedst en afstaand behaard.
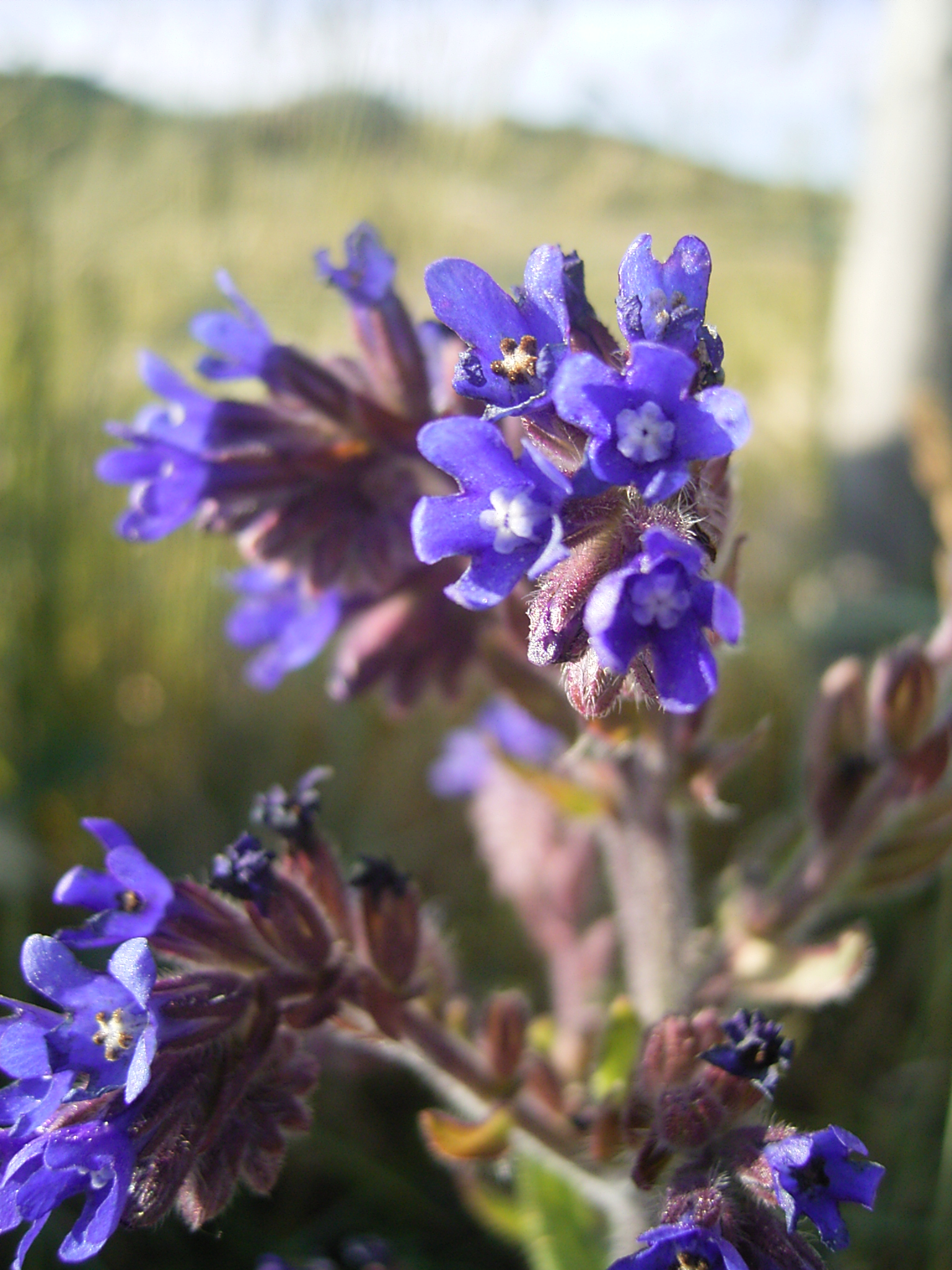
De kelkslippen zijn vrij spits. De bloemkroon is paarsblauw.
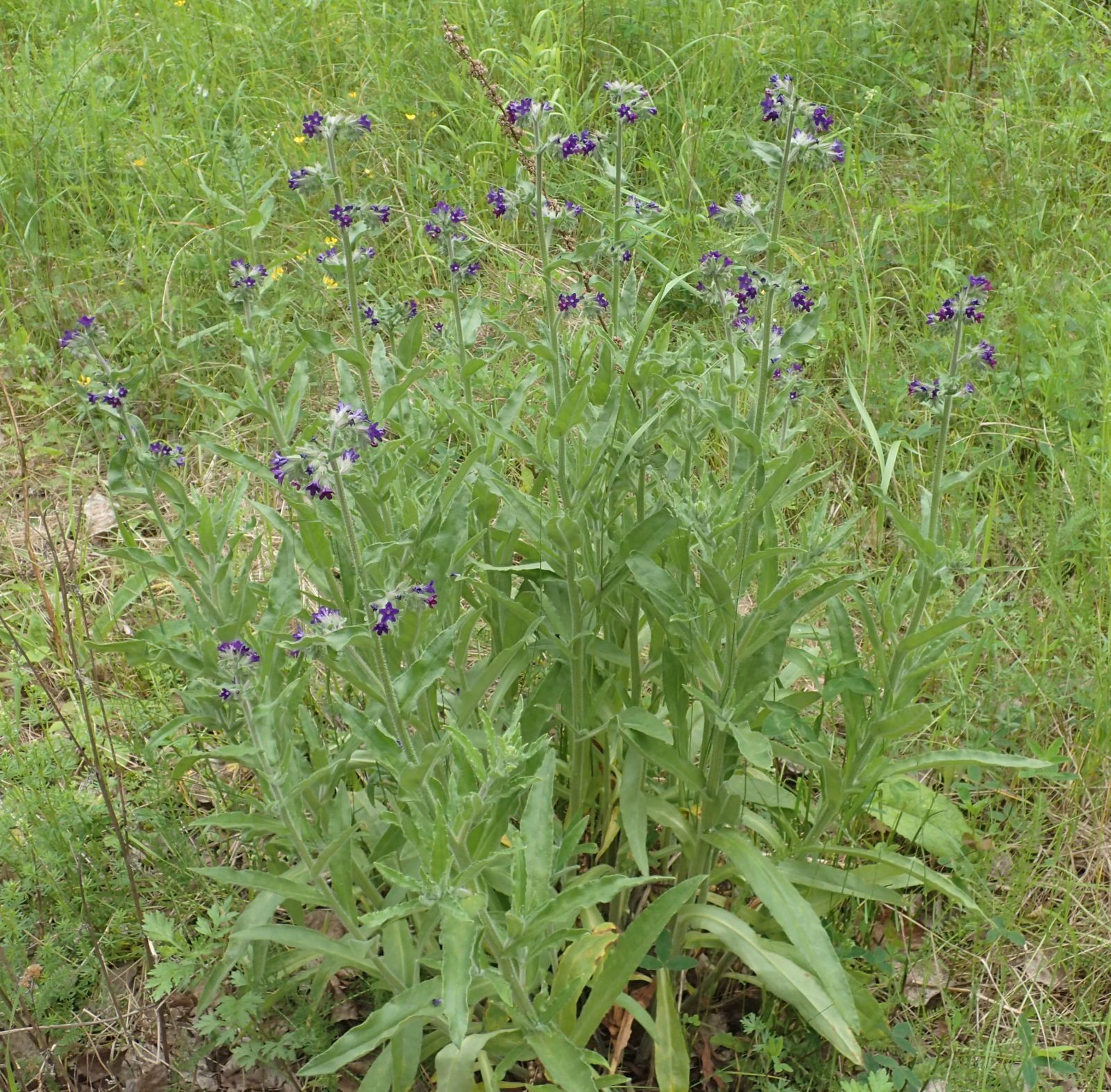
De stengel is bovenaan meestal kort vertakt.
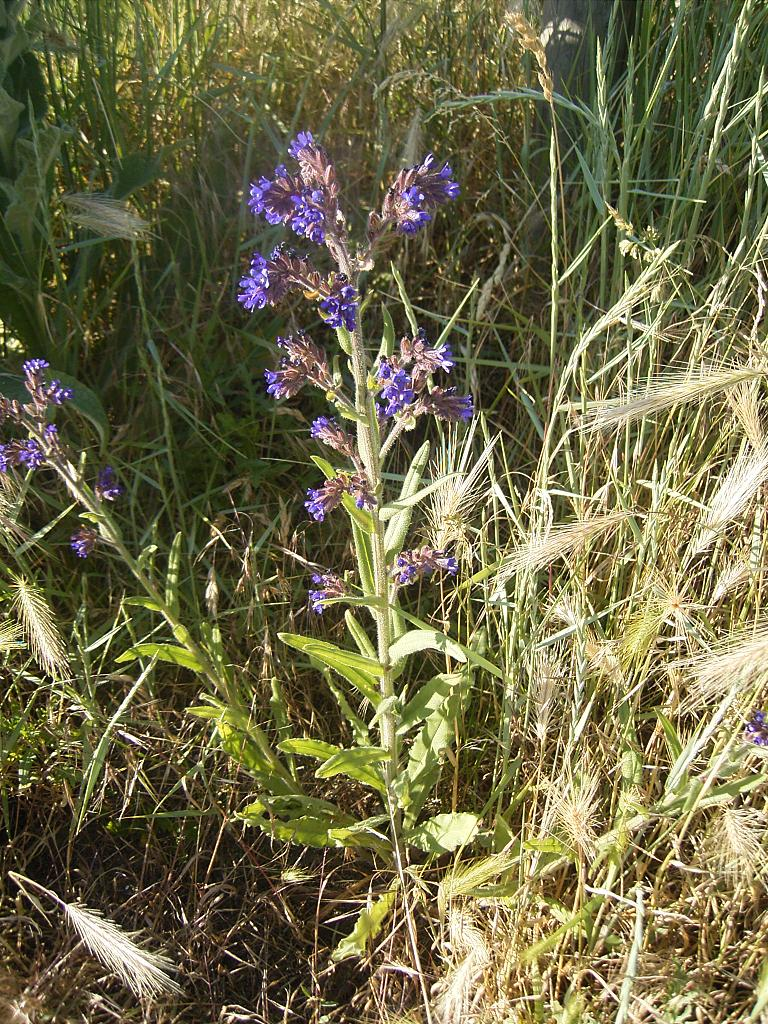
De bloeiwijze is een schicht.
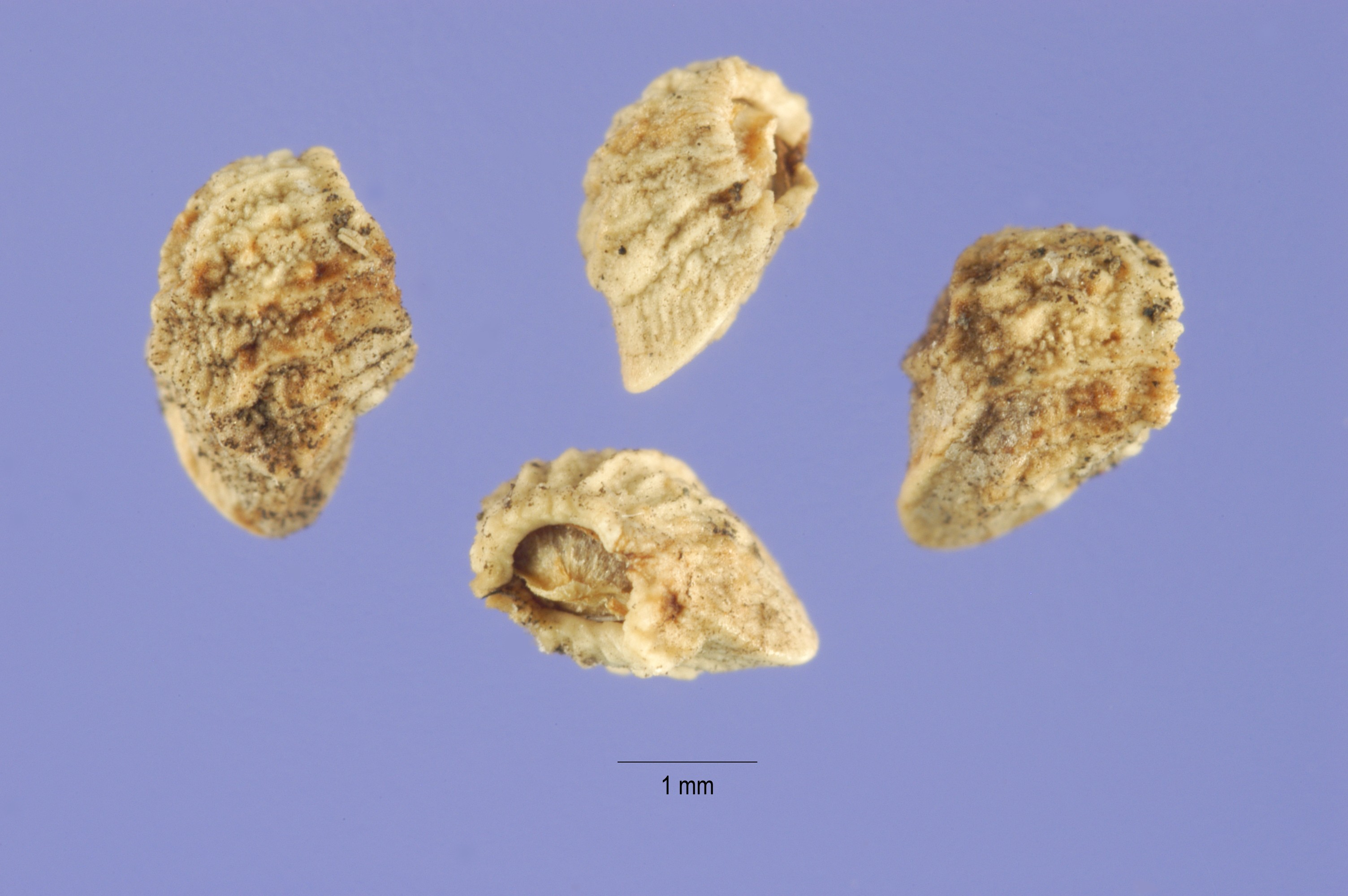
Vruchten

## Tuin
In de siertuin wordt gewone ossentong meestal als tweejarige plant aangeplant.